# 南方四賤客 (第二十六季)
美國的情景喜劇動畫劇集《南方四賤客》第二十六季於2023年2月8日在喜劇中心首播，並於3月29日完結，共播出六集。在美國，本季每集皆會於其首播的隔日在HBO Max上線。

## 製作
喜劇中心於2023年1月17日發佈一部預告片，宣布第二十六季即將播出，但沒有顯示首播日期，同年1月20日，官方更新預告片的簡介，公布本季將於2月8日首播，隨後包含《南方四賤客》官方推特帳號等多則資料證實此消息。

## 集數
| 320             | 1 | 邱比特·葉                | 麥特·史東 | 麥特·史東 | 2023年2月8日   | 2601   | 0.48   |
| 321             | 2 | 全球隱私之旅             | 特雷·帕克 | 特雷·帕克 | 2023年2月15日  | 2602   | 0.56   |
| 322             | 3 | 日式馬桶                 | 特雷·帕克 | 特雷·帕克 | 2023年3月1日   | 2603   | 0.48   |
| 323             | 4 | 深度學習                 | 特雷·帕克 | 特雷·帕克 | 2023年3月8日   | 2604   | 0.47   |
| 324             | 5 | 迪肯巴斯熱狗店           | 特雷·帕克 | 特雷·帕克 | 2023年3月22日  | 2605   | 0.43   |
| 325             | 6 | 春假                     | 特雷·帕克 | 特雷·帕克 | 2023年3月29日  | 2606   | 0.37   |
| 派拉蒙+原創電影 |   |                          |           |           |                |        |        |
| 326             | - | 南方四賤客：加入迎合宇宙 | 特雷·帕克 | 特雷·帕克 | 2023年10月27日 | 不適用 | 不適用 |
| 327             | - | 南方公园（少儿不宜）     | 特雷·帕克 | 特雷·帕克 | 2023年12月20日 | 不適用 | 不適用 |
| 328             | - | 南方公园：肥胖终末       | 特雷·帕克 | 特雷·帕克 | 2024年5月24日  | 不適用 | 不適用 |

## 迴響
Screen Rant表示對本季的播出感到失望，批評本季的集數很少。